# Памятник Тургеневу (Орёл, железнодорожный вокзал)
Памятник И. С. Тургеневу — памятник русскому писателю, классику русской литературы И. С. Тургеневу в сквере ж/д вокзала.

## Описание

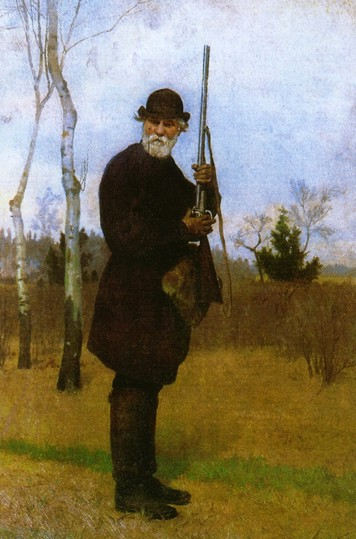
Тургенев на охоте

Один из самых знаменитых охотников в России Тургенев с ружьём и собакой пешком исходил многие губернии центральной полосы. Этому увлечению, начиная с 12 лет, он отдал более сорока лет своей жизни. Орловский художник и скульптор Л. И. Курнаков выполнил памятник Тургеневу-охотнику. Скульптура изготовлена из белого бетона, мраморной крошки и серого гранита. Памятник был изготовлен в двух экземплярах. Один был установлен в сквере на железнодорожном вокзале станции Орёл в 1958 году, другой (не сохранился) — в городе Мценске . 